# مطار قابس مطماطة الدولي
مطار قابس مطماطة (إياتا: GAE، إيكاو: DTTG) (بالفرنسية: Aéroport de Gabès-Matmata)‏ هو مطار يقع في مدينة قابس في الجنوب الشرقي للجمهورية التونسية.
تم بناء المطار بتكلفة جملية تقدر ب-27 مليون دينار تونسي  ويتسع هذا المطار لحوالي 200 ألف مسافر سنوياً.

## نبذة عامة
أعطيت إشارة انطلاقه رسميا بتاريخ 22 ديسمبر 2007، وقد شرع في استغلاله منذ شهر جانفي 2008 ، وتستغله بصفة حصرية شركة الطيران السابع التي تقوم بتأمين ثلاث رحلات بين تونس وقابس.

## خطوط وشركات الطيران
| شركات الطيران           | الوجهات |
| ----------------------- | ------- |
| الخطوط التونسية السريعة | توزر    |

## إحصائيات
| السنوات       | 2015  |
| ------------- | ----- |
| عدد المسافرين | 743 8 |

## اقرأ أيضاً
- قائمة مطارات تونس
- مطار تونس قرطاج الدولي

## إشارات مرجعية
1. ↑  Airports Council International, ed. (2014), World Airport Traffic Report (بالإنجليزية), QID:Q109831807
2. 1 2  مطار قابس مطماطة [وصلة مكسورة] نسخة محفوظة 26 يناير 2020 على موقع واي باك مشين.
3. ↑  الرئيس زين العابدين بن علي يدشن مشاريع توسعة مطارات صفاقس وقابس وجربة نسخة محفوظة 11 20أغسطس على موقع واي باك مشين.
4. ↑  احداث خط داخلي بين مطار قابس مطماطة ومطار تونس قرطاج[وصلة مكسورة]
5. ↑  إحصائيات 2015 - الموقع الرسمي لديوان الطيران المدني والمطارات نسخة محفوظة 02 فبراير 2017 على موقع واي باك مشين.